# Euchrysops osoris
Euchrysops osoris är en fjärilsart som beskrevs av Carl Heinrich Hopffer 1855. Euchrysops osoris ingår i släktet Euchrysops och familjen juvelvingar. Inga underarter finns listade i Catalogue of Life.